# Vilhelm V av Bayern
Vilhelm V av Bayern, född 29 september 1548 i Landshut, död 7 februari 1626 i Schleißheim var från 1579 till 1597 hertig av Bayern.

## Biografi
Vilhelm V av Bayern var son till Albrecht V av Bayern. År 1568 gifte han sig med Renata av Lothringen; till deras barn hörde, förutom sonen och efterträdaren Maximilian I, också döttrarna Maria Anna (1574-1616), gift med kejsaren Ferdinand II, och Magdalena (1587-1628), gift med pfalzgreven Wolfgang Wilhelm av Pfalz-Neuburg.
Genom Renata av Lothringens bakgrund (hon växte bland annat upp vid hertighovet i Lothringen) introducerades den franska och spanska hovkulturen i Landshut. Vilhelm var släkt med Habsburg och Medici och såg till att konsten kunde utvecklas. Dessutom tog paret intryck av Ferdinand av Tyrolen som 1567 började uppföra och anlägga flera lustslott och trädgårdar. 
Efter faderns död 1579 övertog Vilhelm regeringen i hertigdömet Bayern och flyttade samtidigt till kungliga residensen i München. Lika generöst som sin far främjade han konsten och den katolska kyrkan. Han lät bygga ett jesuitkloster i München och Sankt Mikaels kyrka, som räknas till den största renässanskyrkan norr om Alperna. Vilhelm fick allt svårare att regera sitt ekonomisk ansträngda hertigdöme och flydde slutligen i askes. Som en sparåtgärd lät han 1589 uppföra ölbryggeriet Hofbräuhaus i München. Innan dess hämtades hovets öl ända från Einbeck i Niedersachsen. Från 1594 började den äldste sonen Maximilian I av Bayern delta i regeringen och den 15 oktober 1597  abdikerade Vilhelm V slutligen. Han är begravd i Sankt Mikaels kyrkan i München.